# Matematični objekt
Matemátični objékt je abstraktni pojem, posebna vrsta abstraktnega objekta, ki se uporablja v matematiki in filozofiji, izvira pa iz matematike. Med najbolj pogosto uporabljanimi matematičnimi objekti so: števila, permutacije, matrike, množice, razredi, funkcije, relacije itd. V geometriji, kot posebni veji matematike, in topologiji se uporabljajo točke, premice, liki, telesa, topološki prostori, mnogoterosti itd. V algebri se uporabljajo grupe, kolobarji, obsegi, mreže itd.